# メラニン細胞刺激ホルモン
メラニン細胞刺激ホルモン (メラニンさいぼうしげきホルモン, 英語: Melanocyte-stimulating hormone, MSH) またはメラノトロピンは、ペプチドホルモンに属する神経ペプチドの一つ。α-MSH、β-MSH、γ-MSHに分類でき、いずれも下垂体中葉から分泌される。α-MSHの分子量は1664.9

## 作用
皮膚や髪のメラニン細胞のチロシナーゼを活性化させ、メラニンの合成を促進する。α-MSHは視床下部で作用し、食欲および性的興奮を刺激する。
両生類
アフリカツメガエルなどの一部の動物は、薄暗い環境でMSHの合成速度が増加する。それにより、色素が皮膚の色素細胞に分散し、体色が暗くなることで捕食者から身を守る。この色素細胞は黒色素胞と呼ばれるため、両生類ではしばしば黒色素胞刺激ホルモンとも呼ばれる。
ヒト
MSHはエストロゲンと共に妊娠中に増加し、妊婦の色素沈着を引き起こす。過剰な副腎皮質刺激ホルモンの分泌に起因するクッシング症候群は、色素沈着過剰を引き起こすことがある。アジソン病患者の多くは、日光に頻繁に晒されていない領域を含む皮膚の黒ずみ（色素沈着過剰）を持つ。

## 構造
各種MSHは、メラノコルチンと呼ばれるグループに属する。このグループには、ACTH、α-MSH、β-MSH、γ-MSHが含まれる。MSHは次のようなアミノ酸配列をとる。
| α-MSH:           | Ac-Ser-Tyr-Ser-Met-Glu-His-Phe-Arg-Trp-Gly-Lys-Pro-Val                                  |
| β-MSH (human):   | Ala-Glu-Lys-Lys-Asp-Glu-Gly-Pro-Tyr-Arg-Met-Glu-His-Phe-Arg-Trp-Gly-Ser-Pro-Pro-Lys-Asp |
| β-MSH (porcine): | Asp-Glu-Gly-Pro-Tyr-Lys-Met-Glu-His-Phe-Arg-Trp-Gly-Ser-Pro-Pro-Lys-Asp                 |
| γ-MSH:           | Tyr-Val-Met-Gly-His-Phe-Arg-Trp-Asp-Arg-Phe-Gly                                         |